# Johannes Schulthess

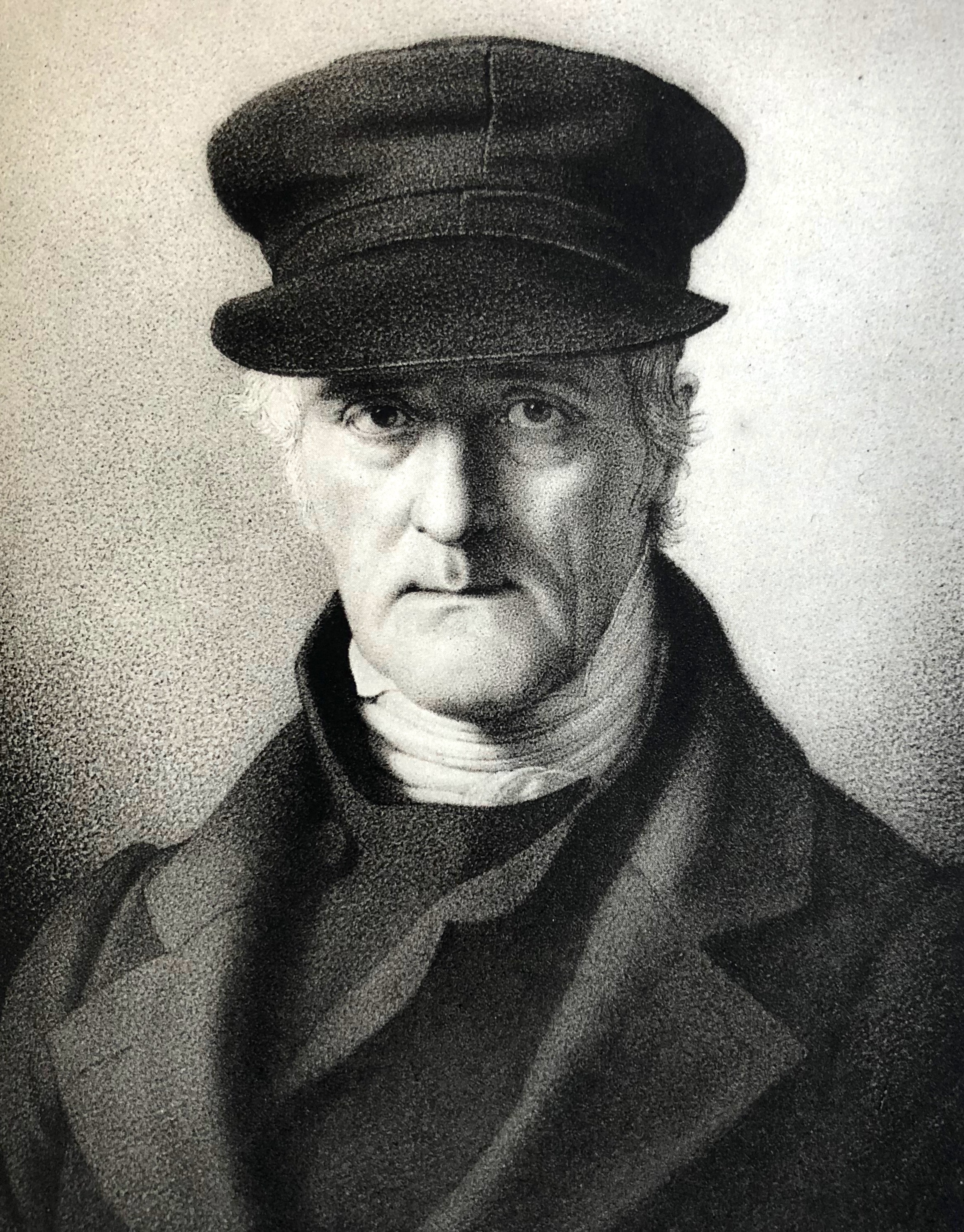
Johannes Schulthess

Johannes Schulthess (* 28. September 1763 in Stettfurt; † 10. November 1836 in Zürich) war ein Schweizer Geistlicher und Hochschullehrer.

## Leben

### Familie
Johannes Schulthess war der vierte und jüngste Sohn des Pfarrers und Philologen Johann Georg Schulthess und dessen Ehefrau Anna (* 4. Oktober 1729 (Taufdatum) in Marthalen; † 3. Juli 1781 in Zürich), Tochter des Pfarrers Johann Heinrich Gossweiler (1688–1734); sein Bruder war der spätere Theologe Johann Georg Schulthess.
Er war in erster Ehe seit 1791 mit Elisabetha (* 17. Februar 1773 in Zürich; † 12. Dezember 1798), Tochter des Hochschullehrers Johann Rudolf Rahn verheiratet, gemeinsam hatten sie drei Kinder:
- Hans Georg Schulthess (* 3. Juni 1795 in Zürich; † 1866), Pfarrer;[3]
- Hans Rudolf Schulthess (* 18. November 1798 in Zürich; † 10. November 1800 ebenda);
- Johannes Schulthess (18. November 1798 in Zürich; † 1871), Französischlehrer an der Industrieschule.[4]

In zweiter Ehe war er seit 1799 mit Anna Maria, Tochter von Salomon Hafner verheiratet; aus ihrer Ehe gingen vier Kinder hervor:
- Rudolf Schulthess (* 3. Februar 1802 in Zürich; † 5. August 1833 in Paris), Arzt und Physik- und Botaniklehrer[6];
- Anna Maria Schulthess (* 9. Juli 1803 in Zürich);
- Friedrich Schulthess, übernahm 1831 das Verlagshaus seines Vaters und wurde Verleger[7];
- Louise Schulthess (* 19. November 1806 in Zürich).

### Ausbildung
Johannes Schulthess wurde bis zu seinem vierzehnten Lebensjahr vom Vater unterrichtet und besuchte dann das Collegium humanitatis und das Collegium Carolinum in Zürich.

### Werdegang
Nach Beendigung seiner theologischen Studien wurde ihm 1787 am Collegium Carolinum die Professur des Hebräischen übertragen. 1791 gründete er, gemeinsam mit dem Drucker Kaspar Näf (1760–1822), das Verlagshaus Schulthess (heute: Schulthess Juristische Medien);  das Hauptanliegen des Verlages war vor allem die Herausgabe von theologischen und von Schulbüchern zur Bildung der Jugend.
1796 wurde er Professor der alten Sprachen und 1816 Professor der Theologie sowie Chorherr am Grossmünster.
Nachdem er sich vergeblich für die Erhaltung des Chorherrenstiftes bei der Neuordnung der Verhältnisse zu Beginn der 1830er Jahre eingesetzt hatte, lehrte er seit 1833 an der neugegründeten Universität Zürich als ausserordentlicher Professor bis zu seinem Tod weiter; zu seinen Studenten gehörte unter anderem Alexander Schweizer.

### Theologisches Wirken
Johannes Schulthess beschäftigte sich mit exegetisch-theologischen Forschungen und wurde bekannt, als der schweizerische Vertreter des älteren Rationalismus in der Form von Heinrich Eberhard Gottlob Paulus und Johann Friedrich Röhr. Seine dogmatischen Grundsätze hat er 1822 in der mit Johann Caspar von Orelli herausgegebenen Broschüre Rationalismus und Supernaturalismus, Kanon, Tradition und Scription und von 1823 bis 1826 in seiner Revision des kirchlichen Lehrbegriffs niedergelegt.

### Gesellschaftliches Wirken
Johannes Schulthess stiftete und leitete sowohl die Armenschule als auch die Blindenanstalt, die im Brunnenturm untergebracht war. Er war ein Anhänger von Johann Heinrich Pestalozzi’s Schulreform im Kanton Zürich und war von 1801 im Erziehungsrat, wo er sich für die Verbesserung der Lehrerausbildung einsetzte und deren Aktuar er bis 1813 war. Von ihm stammte auch der Plan der 1802 gegründeten Bürgerschule, deren Vorsteher er dann einige Jahre lang war. Gemeinsam mit Johann Heinrich Rusterholz (1760–1806) richtete er Schulmeisterkurse ein, die 1806 und 1807 auf dem Gut Riedtli bei Zürich abgehalten wurden.
Auf Wunsch Pestalozzi’s gründete er die Schweizerische Erziehungsgesellschaft, die, unter der Präsidentschaft von Pestalozzi, von 1808 bis 1812 in Lenzburg ihre jährlichen Zusammenkünfte durchführte und bei der Pestalozzi 1809 seine Rede Ueber die Idee der Elementarbildung hielt, die später von Johannes Niederer (1779–1843) teilweise überarbeitet wurde. Johannes Schulthess war für die Gesellschaft auch als Aktuar tätig und redigierte deren Verhandlungen.
Ihm war auch zu verdanken, dass 1818 die Zwinglifeier im Sihlwald stattfinden durfte; diese Zusammenkunft führte zur Gründung des späteren Schweizerischen Zofingervereins.

### Schriftstellerisches Wirken
Für die Zürcher Hülfsgesellschaft schrieb er von 1801 bis 1806 die ersten sechs Neujahrsblätter, und später noch die von 1808, 1811 und 1819. Er redigierte von 1812 bis 1816 die von der Schweizerischen Gemeinnützigen Gesellschaft herausgegebene Zeitschrift Der gemeinnützige Schweizer. Er verfasste Schulbücher und Jugendschriften, unter anderem das 1808 veröffentlichte Der Kinderfreund, das später noch in weiteren elf Auflagen publiziert wurde.
Er verfasste eine grosse Anzahl an theologischen und kirchlichen Veröffentlichungen, so gab er unter anderem während der Mediationszeit von 1808 bis 1813 acht Bände Beiträge zur Beförderung des Kirchen- und Schulwesens in der Schweiz und 1814 seine Kinderbibel heraus; weiterhin veröffentlichte er auch Aufsätze in verschiedenen theologischen Zeitschriften, unter anderem in den Analecten von Karl August Gottlieb Keil und Heinrich Gottlieb Tzschirner. Von 1815 bis 1824 veröffentlichte er sein dreibändiges Werk Exegetisch-theologische Forschungen. Von 1826 bis 1830 redigierte er die von Ludwig Wachler gegründete theologische Zeitschrift Neue theologische Annalen.
Sein Hauptwerk war das, gemeinsam mit Johann Melchior Schuler herausgegebenen, achtbändige Werk über Huldrych Zwingli, in dem sie Zwingli, anlässlich des Reformationsjubiläums von 1819, für seinen Freisinn und seine Vaterlandliebe rühmten.

## Mitgliedschaften
Johannes Schulthess war Mitglied in der von Hans Caspar Hirzel gegründeten, und noch heute bestehenden, Zürcher Hülfsgesellschaft sowie in der Schweizerischen Gemeinnützigen Gesellschaft.

## Auszeichnungen
- Johannes Schulthess war Inhaber der königlich-preussischen Reformations-Medaille.

## Schriften (Auswahl)
- Von der dringenden Nothwendigkeit sich der helvetischen Schulen von Staatswegen anzunehmen. 1798.
- Einige Gedanken über das Verhältniß der Wissenschafts-Anstalten, der Schulen und Kirchen zum Staate. 1799.
- Plan der neuen Einrichtung einer Bürgerschule und einer Gelehrtenschule für den Kanton Zürich. Zürich 1830.
- Die Gewißheit der Schrifterklärung, erprobt an der evangelischen Erzählung von der Wiedererweckung des Lazarus. Zürich 1808.
- Der Kinderfreund. 1808.
- Beiträge zur Kenntniß und Beförderung des Kirchen- und Schulwesens in der Schweiz.
  - Band 1.
  - Band 2.
  - Band 3.
  - Band 4.
  - Band 5.
  - Band 6.
  - Band 7.
  - Band 8.
- Kinderbibel. 1813.
- Das Kameel: ein friedmüthiges Gespräch zwischen Johannes Widmer, Alt-Fiskal von Luzern und Johannes Schultheß. Zürich 1813.
- Das Unchristliche und Vernunftwidrige, geistig und sittlich Ungesunde mehrerer Büchlein, die seit einiger Zeit besonders von der Tractatgesellschaft in Basel und ihren Freunden heimlich ausgestreut werden. Zürich 1815.
- Exegetisch-theologische Forschungen. Zürich 1815–1824.
  - Band 1.
  - Band 2.
  - Band 3.
- Das Paradies, das irdische und überirdische, historische, mythische und mystische: nebst einer critischen Revision der allgemeinen biblischen Geographie. Zürich 1816.
- Der Schweizerische Christlieb, höchst merkwürdige Schicksale Joh. Rudolf Stadler’s, des Uhrmachers von Zürich, in Isfahan in Persien. Zürich 1817.
- De charismatibus Spiritus Sancti. Leipzig 1818.
- Jubelrede der Zürcherischen Schulkanzel zum hundertjährigen Wiedergedächtniß der schweizerischen Glaubenserneuerung gegen Franz Geiger vertheidigt. Zürich 1819.
- De summa necessitudine eruditionis, doctrinae et scientiae cum vera religione condenda reparanda tuenda. Oratio saecularis. Zürich 1819.
- Für und wider die Bekenntnisse und Formeln der protestantischen Kirche. Zürich 1820.
- Revision des kirchlichen Lehrbegriffes. Zürich 1822.
- Johannes Schulthess; Johann Caspar von Orelli: Rationalismus und Supernaturalismus, Kanon, Tradition und Scription. 1822.
- Revision des kirchlichen Lehrbegriffs. Zürich 1823–1826.
- Die evangelische Lehre vom Heiligen Abendmahl. Leipzig 1824.
- Epistola Jacobi commentario explanata. Zürich 1824.
- Helvetii evangelici quibus francogallica lingua nativa invitantur ad monumentum Huldrici Zwinglii dedicandum una cum Helvetiis alemannicis rerum divinarum humanarumque societate affinibus. Zürich 1827.
- Johann Melchior Schuler; Johannes Schulthess: Huldreich Zwingli's Werke. 1828–1842.
  - Band 1.
  - Band 2.
  - Band 3.
  - Band 4.
  - Band 5.
  - Band 6.
  - Band 7.
  - Band 8.
- Untauglichkeit der seit 300 Jahren kirchlich eingeführten Catechismen für unsere Zeiten. Zürich 1830.
- Epistolarum a Zuinglio ad Zuingliumque scriptarum. Zürich 1830.
- Rechtliches Bedenken über die Collaturen und über die Verschmelzung der kirchlichen Güter mit denen des Staates. Zürich 1831.
- Fünf Berichtigungen veranlasst durch die Verhandlungen des Grossen Rathes (des Cantons Zürich) am 20. Christmonath 1831, 3. Beylage zu seinem rechtlichen Bedenken über die Collaturen. Zürich 1832.
- Neununddreißig Rügen des freymüthigen Wortes eines Anonymen über das Großmünster-Stift in Zürich. Zürich 1832.
- Fragen an die Rechtgelehrten, die inländischen und die ausländischen, über den obschwebenden Gesetzesvorschlag "Das Stift zum Großen Münster in Zürich ist aufgehoben". Zürich 1832.
- Engelwelt, Engelgesetz und Engeldienst philosophisch und litterarisch erläutert und auf die evangelische Gnade und Wahrheit zurückgeführt. 1833.
- Symbolae ad iternam criticen librorum canonicorum. Zürich 1833.
- De praeexistentia Jesu ac de Spiritu sancto Novi testamenti aliisque affinibus rebus. Zürich 1833.
- Symbolae ad internam criticen librorum canonicorum ac vetustissimorum quae supersunt monumentorum Christiani nominis. Zürich 1833.
- De Godofredo Hermanno enodatore Epistolae Pauli ad Galatas, per litteras. Zürich 1835.
- Vorlesungen über das historische Christenthum. Zürich 1837.